# Щуровцы (Изяславский район)
Щуровцы (укр. Щурівці) — село в Изяславском районе Хмельницкой области Украины.
Население по переписи 2001 года составляло 520 человек. Почтовый индекс — 30360. Телефонный код — 3852. Занимает площадь 2,464 км². Код КОАТУУ — 6822189201.

## Местный совет
30360, Хмельницкая обл., Изяславский р-н, с. Щуровцы, ул. Центральная, 17